# Ruvyironza

La Ruvyironza, ou Luvironza, est une rivière d'Afrique considérée par certains comme une des sources les plus éloignées du Nil,,,. Elle prend sa source sur le mont Kikizi au Burundi, et est un affluent de la rivière Rurubu qui se jette ensuite dans la rivière Kagera en Tanzanie puis de là dans le lac Victoria. 
D'une longueur de 110 km, une centrale hydroélectrique se trouve sur son cours,. 